# Cuisine castillane

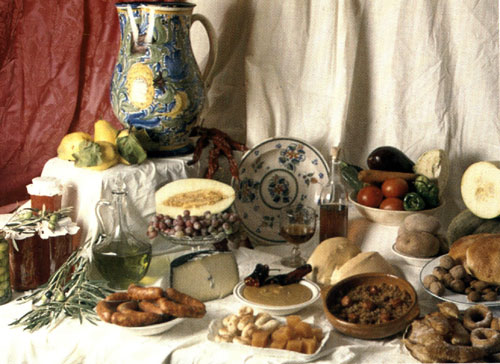
Assortiments de produits de Castille-La Manche.

La cuisine castillane regroupe la cuisine traditionnelle des communautés autonomes de Castille-et-León, de la Communauté de Madrid et de Castille-La Manche, en Espagne. De par sa géographie, elle a subi des influences cantabre (au nord) et andalouse (au sud).

## Spécialités
À Castille-et-León, on trouve de la soupe à l'ail castillane (sopa de ajo), le cocido maragato (pot-au-feu maragato), le lait frit, la cécine et le fromage de Valdeón. À Madrid, on trouve le cocido madrilène (pot-au-feu madrilène) et les callos.
À Castille-La Manche, on trouve le Gaspacho manchois, le manchego, les migas et le pisto manchego.